# Nälen
Nälen är en sjö i Flens kommun i Södermanland och ingår i Nyköpingsåns huvudavrinningsområde. Sjön har en area på 0,0563 kvadratkilometer och ligger 41,9 meter över havet.

## Delavrinningsområde
Nälen ingår i det delavrinningsområde (656359-154719) som SMHI kallar för Inloppet i Björken. Medelhöjden är 64 meter över havet och ytan är 30,45 kvadratkilometer. Det finns inga avrinningsområden uppströms utan avrinningsområdet är högsta punkten. Malmaån (Smedstorpsån) som avvattnar avrinningsområdet har biflödesordning 3, vilket innebär att vattnet flödar genom totalt 3 vattendrag innan det når havet efter 89 kilometer. Avrinningsområdet består mestadels av skog (74 procent) och jordbruk (16 procent). Avrinningsområdet har 0,55 kvadratkilometer vattenytor vilket ger det en sjöprocent på 1,8 procent.